# 波紋眼蛺蝶
波纹眼蛱蝶（学名：Junonia atlites），又名蘆蛺蝶、波眼蛺蝶、紫擬蛺蝶，是产于南亚的一种蛱蝶科蝴蝶。

## 描述
两性的翅面都是浅薰衣草褐色，翅尖更短一些。前翅有3条横的短的弯曲的黑色带，前翅有两个横向盘式暗淡的黑色筋膜。往外有一系列白色的椭圆形，中心暗色货黑色。间隙2、5和6有中心黑色的外围金色的椭圆。椭圆外是椭圆形的狭窄的横向的暗带，之外是翅边的暗线。翼顶点为轻微烟色。

## 分佈
廣泛分佈於東洋區大部分地區，以及蘇拉威西及小巽他群島。  
臺灣於金門可見，偶爾出現在南臺灣。

## 棲地
出現於常綠闊葉林的潮濕環境，一年可繁殖多代，全年皆可見成蟲活動，成蟲飛行敏捷活潑，喜訪花。目前臺灣野外的幼蟲寄主植物尚不明確，但有記錄顯示會取食車前科的紫蘇草。
本種在臺灣南部極為罕見，可能是來自菲律賓的迷蝶，或偶發的暫時性族群。